# 손영철 (야구인)
손영철(1972년 12월 27일 ~ )은 전 KBO 리그 삼성 라이온즈, 현대 유니콘스의 야구 선수다. 경주고등학교를 졸업했다.
한편, 데뷔 첫 해인 1991년 4월 3일부터 8월 31일까지 미국 LA 다저스에 야구 유학을 갔으며 다음 해인 1992년에는 김성근 감독이 김상엽 유명선 이태일만으론 벅찬 경기일정을 소화하기 위해 본인과 김인철 박용준 등을 짜깁기로 투입시켜야 했고 그 이후에는 방위복무 등 여러 가지 사정 때문에 하락세를 겪었다.

## 등번호
- 48 (1991~1995)
- 95 (1996)